# Rajd Ypres 2007
Rajd Ypres 2007 (43. Belgium Ypres Westhoek Rally) – 43 edycja rajdu samochodowego Rajd Ypres rozgrywanego we Belgii. Rozgrywany był od 22 do 24 czerwca 2007 roku. Była to piąta runda Rajdowych Mistrzostw Europy w roku 2007 oraz trzecia runda Intercontinental Rally Challenge w roku 2007 i piąta runda Rajdowych Mistrzostw Belgii. Składał się z 18 odcinków specjalnych.

## Klasyfikacja rajdu
| Miejsce | Miejsce | Miejsce | Kierowca             | Pilot             | Samochód                       | Czas      | Strata  |
| Gen.BEL | ERC     | IRC     | Kierowca             | Pilot             | Samochód                       | Czas      | Strata  |
| ------- | ------- | ------- | -------------------- | ----------------- | ------------------------------ | --------- | ------- |
| 1.      |         | 1.      | Luca Rossetti        | Matteo Chiarcossi | Peugeot 207 S2000              | 2:38:43.9 | 0.0     |
| 2.      | 1.      | 2.      | Enrique García Ojeda | Jordi Barrabés    | Peugeot 207 S2000              | 2:39:02.5 | +18.6   |
| 3.      | 2.      | 3.      | Andrea Navarra       | Guido D’Amore     | Fiat Abarth Grande Punto S2000 | 2:40:47.8 | +2:03.9 |
| 4.      |         | 4.      | Bernd Casier         | Frederic Miclotte | Peugeot 207 S2000              | 2:41:09.5 | +2:25.6 |
| 5.      |         | 5.      | Umberto Scandola     | Luigi Pirollo     | Fiat Abarth Grande Punto S2000 | 2:42:28.7 | +3:44.8 |
| 6.      |         |         | Urmo Aava            | Kuldar Sikk       | Suzuki Swift S1600             | 2:43:32.5 | +4:48.6 |
| 7.      |         | 6.      | Patrick Snijers      | Cindy Cokelaere   | Mitsubishi Lancer Evo VII      | 2:44:38.4 | +5:54.5 |
| 8.      | 3.      | 7.      | Dimityr Iliew        | Janaki Janakiew   | Mitsubishi Lancer Evo IX       | 2:47:30.4 | +8:46.5 |
| 9.      |         |         | Jan de Winkel        | Radboud van Hoek  | Renault Clio S1600             | 2:48:10.0 | +9:26.1 |
| 10.     | 4.      | 8.      | Simon Jean-Joseph    | Jacques Boyere    | Citroën C2 S1600               | 2:48:30.1 | +9:46.2 |